# Ігнатьєв Іван Олександрович
Іван Олександрович Ігнатьєв (рос. Ива́н Алекса́ндрович Игна́тьев; нар. 6 січня 1999, Ачинськ, Росія) — російський футболіст, нападник клубу «Урарту».

## Ігрова кар'єра

### Клубна
Іван Ігнатьєв починав займатися футболом у своєму рідному місті Ачинськ. У 2021 році він приєднався до молодіжної команди клубу Прем'єр-ліги «Краснодар». Грав у другому складі «Краснодара» у Другій лізі. У сезоні 2017/18 став кращим бомбардиром Юнацької ліги УЄФА, забивши десять голів.
В основі «Краснодара» першу гру Ігнатьєв зіграв у кваліфікаційному раунді Ліги Європи у липні 2017 року. 10 серпня футболіст дебютував у чемпіонаті країни в у першому ж матчі проти грозненського «Ахмата» забив переможний гол.
В грудні 2019 року Ігнатьєв перейшов до казанського «Рубіна», з яким підписав контракт до кінця сезону 2023/24. Другу половину сезону 2021/22 футболіст грав в оренді у складі клубу «Крила Рад». Після завершення оренди нападник не залишився у «Рубіні», який за підсумками сезону вибув до Першої ліги, а перейшов до московського «Локомотива».
22 червня 2023 року перейшов до клубу «Сочі».
Навесні 2024 року відіграв сім матчів за сербську команду «Железнічар» (Панчево). Влітку того ж року перейшов до вірменського клубу «Урарту».

### Збірна
Іван Ігнатьєв виступав за юнацькі збірні Росії. У серпні 2017 року зіграв першу гру у молодіжній збірній Росії.

## Досягнення
Індивідуальні
- Кращий бомбардир Юнацької ліги УЄФА: 2017/18